# Every Girl Should Be Married
Every Girl Should Be Married (bra: Quero Este Homem) é um filme estadunidense de 1948, do gênero comédia, produzido e dirigido por Don Hartman para a RKO Pictures.

## Elenco
|  | Cary Grant as Dr. Madison W. Brown |  | Franchot Tone as Roger Sanford |
|  | Diana Lynn as Julie Hudson         |  | Betsy Drake as Anabel Sims     |